# آمارای
آما سروا گنفی (به انگلیسی: Ama Serwah Genfi؛ زادهٔ ۴ ژوئیهٔ ۱۹۹۴) که پیش‌تر با نام پترا و اکنون با نام هنری آمارای (به انگلیسی: Amaarae) شناخته می‌شود خواننده-ترانه‌پرداز غنایی-آمریکایی می‌باشد. 